# نروژ (ایلینوی)
نروژ (به انگلیسی: Norway) یک منطقهٔ مسکونی در ایالات متحده آمریکا است که در شهرک مأموریت واقع شده‌است.